# Ефрем Печерский
Ефре́м Пече́рский (умер ок. 1098) — епископ Киевской митрополии, митрополит Переяславский.
Канонизирован в лике преподобных. Память 28 января (10 февраля), 28 сентября (11 октября) — в Соборе преподобных отцов Киево-Печерских Ближних пещер и в Соборе всех преподобных отцов Киево-Печерских (переходящее празднование во 2-ю Неделю Великого поста).

## Биография
По происхождению грек.
До своего пострижения в монашество был казначеем и заведовал хозяйством при дворе великого князя Киевского Изяслава Ярославича (1054—1068).
Тяготясь шумной и суетливой жизнью и пожелав принять монашество, он получил благословение святого Антония Печерского и был пострижен игуменом Никоном. Разгневанный князь потребовал, чтобы Ефрем вернулся домой, угрожая ему заключением в темницу и уничтожением монастырских пещер. Преподобный Антоний с братией вышел из монастыря и решил перейти в другое место. Однако Изяслав Ярославич внял уговорам великой княгини и снял опалу с монастыря.
Инок Ефрем был вынужден удалиться. Он уехал в Константинополь и поселился там в одном из монастырей. Будучи в Константинополе, святой Ефрем, по просьбе преподобного Феодосия, списал Студийский устав и переслал его в Киев. Получив устав, преподобный Феодосий ввёл его в своем монастыре.
На Русь вернулся в связи со своим поставлением на недавно открытую титулярную митрополию в Переяславле Русском. Он украсил Переяслав многими прекрасными церквами — такими как Михайловский собор, надвратный храм святого Феодора на Епископских воротах и храм святого Андрея — а также гражданскими зданиями. По греческому образцу владыка возвёл вокруг города каменные стены. Он устроил бесплатные больницы для бедных и странников. Как отмечают летописцы, он первый на Руси занялся «банным строением», то есть строительством особых зданий, где ставилась купель для крещения взрослых людей.
В 1091 году преподобный Ефрем принимал участие в открытии и торжественном перенесении мощей преподобного Феодосия.
Святой Ефрем был человеком хорошо образованным, отличался строгостью жизни и опытностью. Современники называли его «мужем дивным, чудотворным и многодобродетельным».
В некоторых версиях жития святого он считается митрополитом Киевским с 1092 года, но это предположение ныне не пользуется поддержкой. Предположительно, этот домысел был призван объяснить, почему владыка Ефрем носил титул митрополита. В действительности, титулярное митрополитство преподобного Ефрема объясняется статусом Переяслава как первой временной резиденции Всероссийских митрополитов.
Скончался святой 28 января около 1098 года. Погребён в Антониевых пещерах Киево-Печерского монастыря.